# Vieux-Moulin (Oise)
Vieux-Moulin é uma comuna francesa na região administrativa de Altos da França, no departamento de Oise. Estende-se por uma área de 17,65 km². Em 2010 a comuna tinha 660 habitantes (densidade: 37,4 hab./km²).